# 慕容廆
慕容廆（269年—333年6月4日），字弈洛瓌，昌黎棘城（今遼寧義縣）人。晉朝時鮮卑人，慕容部首領慕容涉歸之子，前燕奠基人慕容皝之父。其孫慕容儁建立前燕之後，追尊武宣皇帝。吐谷渾第一代首領慕容吐谷渾是其庶兄。

## 生平
慕容廆年紀輕輕就已經長得魁梧高大，才能出眾且有雄大抱負。張華出鎮北方時慕容廆曾去拜訪他，雖然當時慕容廆仍是兒童，但張華卻十分欣賞他，更與他結交。
西晉武帝太康四年（283年）慕容涉歸死，其弟慕容删篡奪政權，更意圖殺害慕容廆，慕容廆於是投奔躲藏於遼東郡人徐郁家。至太康六年（285年），慕容删被其部下所殺，其部眾於是迎慕容廆繼位。

### 叛晉侵邊
由於宇文部鮮卑和慕容涉歸有仇，慕容廆繼位後就請求晉武帝政府允許其出兵討伐，但遭到拒絕。公元285年慕容廆於是反叛晉朝，出兵劫掠遼西郡，令當地傷亡和財物損失都十分嚴重。不久雖然為晋軍所敗，但仍常常侵掠昌黎郡，又進攻東邊的扶餘國，逼死其王依慮，更毀滅了扶餘國都。晉東夷校尉派部將賈沈援助扶餘，助扶餘王子依羅於沃沮故地復國，當時慕容廆派兵截擊但被擊敗，扶餘亦成功復國，改稱東扶餘。

### 修邊發展
慕容廆後自以先世世代臣服於中原王朝，而且力量懸殊，不能與當時是統一王朝的晉朝爭鋒，又稱不能因與晉朝不和而令當地百姓受戰禍之苦，遂於太康十年（289年）重新归顺晋朝。晉廷受降並封慕容廆為鮮卑都督。慕容廆當時就去東夷校尉府拜見東夷校尉何龕，以士大夫禮，穿著巾衣前去；但到後見何龕嚴兵以待，慕容廆於是改穿戎服，又稱主人不以禮待客，客亦不以禮相待。何龕聽聞慕容廆這樣說，慚愧之餘亦敬重他。
慕容廆又因當時勢弱和聲威日上而受宇文部鮮卑與段部鮮卑不斷侵擾，採取忍讓政策，以卑下的言辭和大量金錢去討好對方，段部鮮卑酋長段階於是將女兒下嫁慕容廆。慕容廆認為遼東郡過於僻遠，遂向西遷徙至徒河縣（今遼寧省錦州市）境的青山（今遼寧省義縣東）。元康四年（西元294年），慕容廆遷居大棘城（今遼寧省義縣西）。慕容廆又於勢力範圍內推廣農桑，並且施行與晉朝一樣的法制。至永寧二年（302年）兗、豫、徐、冀四州發生水災，鄰近冀州的幽州亦受影響，慕容廆則開倉賑災，助幽州人民渡過困境。

### 守捍遼東
太安元年（西元302年），宇文部鮮卑酋長宇文莫圭命其弟宇文屈雲率軍進攻慕容廆，慕容廆避其主力反擊重創其別部將領宇文素怒延；宇文素怒延因羞憤而動員十萬人包圍慕容廆所在的大棘城，當時城內部眾都十分恐懼，沒有抵抗的意志，然而慕容廆稱這是在其計劃之中，勉勵部眾作戰，並親自領軍出擊，再度重創宇文素怒延兵團，追擊一百華里並俘虜及斬殺近萬人。原在宇文部下的遼東郡人孟暉率眾數千家歸降慕容廆，慕容廆任命孟暉當建威將軍。
永嘉元年（307年），慕容廆自稱鮮卑大單于。永嘉三年（309年）遼東郡太守龐本因私怨而殺害東夷校尉李臻。當地的附塞鮮卑素喜連和木丸津以為李臻報仇為名起兵，但卻沒有因新任東夷校尉封釋設計殺死龐本而罷兵，竟乘機攻略遼東郡中諸縣。當地晉兵更屢次兵敗。亂事持續了兩年，封釋已經無力再戰，請和但不果。而遼東百姓期間大多因戰火而投靠慕容廆。永嘉五年（311年），慕容廆面對這個情況，接納兒子慕容翰的建議，起兵討伐素喜連等人，將兩人殺害並吞併其部眾，將他們所掠的三千多家人及早前歸附自己的遼東郡人送還本郡，保全了遼東郡。
永嘉之亂後，大司馬王浚承制假立太子，並以慕容廆為散騎常侍、冠軍將軍、前鋒大都督、大單于，但慕容廆以不是王命所授而拒絕。及至建武元年（317年），時為晉王的晉元帝司馬睿承制拜慕容廆為假節、散騎常侍、都督遼左雜夷流人諸軍事、龍驤將軍、大單于、昌黎公。但慕容廆辭讓。當時魯昌勸說慕容廆支持司馬睿為帝，並以司馬睿晉朝正統之名討伐其他擁兵的鮮卑部落。慕容廆接納並命人循海路到建康勸進。至次年司馬睿即位為帝，再次要授予上一年慕容廆拒絕的官位，慕容廆這次就接受昌黎公以外的職位。

### 晉人歸附
當時慕容廆政事修明，愛護人才，在北方紛亂的環境下，士大夫和民眾多歸附之，好像永嘉五年（311年）東夷校尉封釋病死前就托付孫兒封奕給慕容廆，其子封悛和封抽前來奔喪後因道路不通而不能返回，亦願留在當地，被慕容廆任命為長史和參軍。建興元年（313年），据有乐浪、带方二郡的张统因不堪长期孤军与高句丽美川王作战而率千余家投靠慕容廆，慕容廆为其在侨置乐浪郡。為著管理大批的流人，他為冀州人設冀陽郡、豫州人設成周郡、青州人設營丘郡、并州人設唐國郡。同時又任用大批漢人賢才去處理政事和作自己的參謀。同時又推行儒學，除了讓世子慕容皝受學以外，自己在有餘暇時也會去聽講，故此令他統領的地方到處都有頌讚之聲，守禮謙讓之風亦流行。

### 三國聯攻
但慕容廆如此受流徙當地的漢人支持，受到出身清河崔氏的平州刺史、东夷校尉崔毖的妒忌。崔毖曾數度遣使招請慕容廆前去但都不果，於是打算以武力拘禁他。崔毖於太興二年（319年）成功游说宇文部鮮卑、段部鲜卑和高句丽联合攻伐慕容廆，並許約戰後瓜分其領地。
當時面對三國聯軍來攻，慕容廆拒絕諸將出擊，認為他們新聚而銳不可擋，反而應該固守去令他們漸漸互相猜忌，待人心離異後才一舉擊破。及後三國聯軍包圍棘城，慕容廆閉門自守，卻特意送牛酒去宇文部那裏勞軍，以離間計挑起其餘兩國對宇文部的懷疑，最終令兩國各自率軍離去。但當時宇文部大人宇文悉獨官自以兵強，仍然留下進攻棘城。面對當時宇文部數十萬兵力，連營四十里的軍勢，慕容廆打算召留守徒河的兒子慕容翰入援，然而慕容翰卻認為棘城守軍足以守城，派使者向父親表示自己應該作為奇兵伺機突襲，配合城中守軍出擊就能夠大破對手；若自己也進去守城，那宇文部就能專心攻城，而且更示以部眾勢弱，將會削弱士氣。慕容廆在韓壽的進言下接受慕容翰的建言，不再召他回防。而此時宇文悉獨官亦聽聞慕容翰沒有入援棘城，擔憂不久成為後方大患，於是分兵先行消滅慕容翰。但慕容翰則設計打敗來攻的軍隊，更乘勝進攻宇文部大軍，慕容廆在接到慕容翰的消息後亦從城內出兵，成功大敗宇文部。
戰後，三國都遣使請和，崔毖亦因畏懼而派侄兒崔燾前來假意祝賀，以消對方對自己的怨恨。慕容廆卻借由崔燾傳話，要崔毖投降或出走，崔毖最終出奔高句麗，慕容廆就併吞其部眾。同時，主簿宋該亦勸慕容廆向東晉獻捷報，慕容廆於是命其作表，由長史裴嶷出使，同時將大敗宇文部時獲得的三顆印璽送呈建康。明年，裴嶷到建康時盛讚慕容廆，晉元帝於是拜慕容廆為安北將軍、平州刺史。太興四年（321年）再升慕容廆為都督幽、平二州及東夷諸軍事、車騎將軍、平州牧，封遼東郡公，賜丹書鐵券，允許他承制選置平州官員。

### 表忠於晉
太寧元年（323年），後趙王石勒派使者來與慕容廆結好，但慕容廆卻收捕使者並押送到建康。石勒知道後大怒，於太寧三年（325年）命宇文乞得歸進攻慕容廆，卻被慕容廆所派去抵抗的軍隊擊敗，慕容仁等更乘勝攻破宇文部國都並掠奪其大量物資和人馬。
後來，慕容廆與太尉陶侃通信，稱讚王導和庾亮，並稱陶侃是「海內之望中唯足為楚漢輕重者」，表示願意為復興晉朝作出努力，只是礙於自己孤軍進攻難有成果，期待東晉大舉北伐時響應。同時還附著封抽、韓矯等建議封慕容廆為燕王、行大將軍事的上疏。陶侃將封抽的上疏報告朝廷，讓朝議定奪。咸和八年五月甲寅日（333年6月4日），慕容廆去世，享年六十五歲，當時朝議仍未有定論，知道慕容廆去世後就停止了。東晉遣使贈慕容廆大將軍、開府儀同三司，諡號為襄。咸康三年（337年）慕容皝自稱燕王時追諡為武宣王。至永和八年（352年）慕容廆孫慕容儁稱帝時，追諡為武宣皇帝，廟號高祖。

## 鲜卑名
北京大学历史系教授罗新认为，慕容廆与其父慕容涉归的鲜卑语本名一致，涉归/涉圭/涉珪/什圭/乙旃/什翼犍/郁律旃/弈洛韩/奕洛干/什翼珪/若洛廆/弈洛瓌等等汉译形式，其语源有两种可能的形式，即ilqän或il-qan，就是慕容廆的鲜卑语本名。

## 家人

### 妻
- 段夫人 (慕容廆)

### 诸子
- 慕容翰，慕容廆庶長子。慕容皝嗣位後先後投奔段遼及宇文逸豆歸，終返回慕容部，但被慕容皝所忌而被賜死。
- 慕容皝，慕容廆三子，嗣子。後獲東晉封為燕王，官至大將軍。子慕容儁稱帝後諡為文明皇帝。
- 慕容仁，慕容皝同母弟，征虜將軍。在慕容皝繼嗣後起兵叛亂，被殺。
- 慕容昭，慕容皝同母弟，廣武將軍。慕容皝嗣位後因與慕容仁叛亂被其所殺。
- 慕容幼，慕容皝庶弟。
- 慕容稚，慕容皝庶弟。
- 慕容軍，慕容皝庶弟。
- 慕容汗，慕容皝庶弟。
- 慕容評
- 慕容彪

### 女
- 慕容氏，慕容皝妹，拓跋什翼犍妻；她死後侄女慕容氏嫁给拓跋什翼犍。

## 延伸阅读
[在维基数据编辑]
 《晉書·卷108》，出自房玄齡《晉書》
 《魏書·卷95》，出自魏收《魏书》